# Bojanići
Bojanići (szerbül: Бојанићи), település Szerbiában, a Raškai körzet Kraljevoi községében.

## Népesség
- 1948-ban 262 lakosa volt.
- 1953-ban 281 lakosa volt.
- 1961-ben 231 lakosa volt.
- 1971-ben 165 lakosa volt.
- 1981-ben 158 lakosa volt.
- 1991-ben 116 lakosa volt.
- 2002-ben 94 lakosa volt, akik közül 93 szerb (98,93%)